# ロイズコンフェクト
株式会社ロイズコンフェクト（英: ROYCE' Confect Co., Ltd.）は、北海道札幌市北区に本社のある製菓メーカー・企業。「世界カカオ財団」（WCF）メンバー、「日本チョコレート・ココア協会」会員。

## 概要
「北海道の地で本場・ヨーロッパに負けないチョコレートをつくりたい」という思いで創業しており、「クオリティ」「オリジナリティ」「プライス」を理念に生チョコレートをはじめとする菓子を製造・販売している。
北海道の製菓企業の中では、売上高は2位の石屋製菓を大きく引き離して圧倒的な首位を守り続ける。
直営店は北海道内のみにあり、一部の店舗ではパンやソフトクリームなども販売しているほか、北海道内の空港や土産店でも主力商品を取り扱っている。北海道外では通信販売で商品を購入することができるほか、期間限定で百貨店の催事に出店している。また、日本国外にもショップを展開している。他にも姉妹ブランドとして「ロイズ石垣島」があり、こちらは沖縄県内の空港や土産店で販売している。

### 社名について
創業者・山崎泰博（やまざき やすひろ）の名前（やすひろ→ろひすや）のアナグラムである。コンフェクトは英語のコンフェクショナリー（confectionary 菓子製造）から来ている。

## 主な商品
- 生チョコレート
  - 生チョコレート（オーレ、マイルドミルク、ビター、ホワイト、抹茶、ほか）
  - 生チョコプラリネ
- チョコレート
  - ポテトチップチョコレート
  - ピュアチョコレート
  - 板チョコレート
  - バーチョコレート
  - プラフィーユショコラ
  - トリフ・プラリネ
- クッキー・焼き菓子
  - クッキー
  - バトンクッキー
  - 焼き菓子
  - ケーキ
  - ラスク
- アイスクリーム
- スキンケア
  - リップクリーム
  - ハンドクリーム

## 沿革
- 1983年（昭和58年）：札幌市東区で創業[3]。
- 1985年（昭和60年）：第1号商品となる「板チョコレート」発売[3]。
- 1992年（平成04年）：初の直営店オープン[3]。「クッキーズ」発売[3]。
- 1993年（平成05年）：通信販売開始[3]。
- 1999年（平成11年）：当別町へ工場移転[3]。オンラインショップ開設[3]。
- 2001年（平成13年）：シンガポールに海外1号店オープン[3]。
- 2008年（平成20年）：札幌市北区の旧読売新聞北海道新館であいの里工場（原料工場）稼働[3]。
- 2011年（平成23年）：新千歳空港に「ロイズ チョコレートワールド」オープン[3]。
- 2022年（令和04年）3月12日：ロイズタウン工場（旧・ふと美工場）の最寄り駅としてJR札沼線（学園都市線）に「ロイズタウン駅」が開業。ロイズと当別町による請願駅として新設された。
- 2022年（令和04年）11月7日 : ロイズタウン工場に併設した体験型施設「ロイズカカオ&チョコレートタウン」プレオープン[3]。
- 2023年（令和05年）8月4日 : 「ロイズカカオ&チョコレートタウン」グランドオープン

## 事業所・店舗
特記のない限りいずれも北海道所在。
事業所
- 本社・あいの里工場 - 札幌市北区あいの里4条9丁目1-1（旧読売新聞北海道新館）
- ロイズタウン工場（旧ふと美工場） - 石狩郡当別町ロイズタウン1-1

直営店
- 東苗穂店 - 札幌市東区東苗穂3条3丁目2-55
- 札幌丸井今井店 - 札幌市中央区南1条西2丁目11 丸井今井札幌本店地下2階
- 札幌大丸店 - 札幌市中央区北5条西4丁目7 大丸札幌店地下1階
- 厚別西店 - 札幌市厚別区厚別西3条6丁目700-70
- あいの里公園店 - 札幌市北区あいの里3条9丁目21-50
- 屯田公園店 - 札幌市北区屯田9条5丁目3-4
- 西宮の沢店 - 札幌市手稲区西宮の沢4条4丁目18-1
- ロイズタウン工場直売店（旧ふと美工場直売店） - 石狩郡当別町ビトエ640-15
- 上江別店 - 江別市上江別437-15
- 新千歳空港店 - 千歳市美々 新千歳空港ターミナルビル2階
- イオンモール旭川駅前店 - 旭川市宮下通7丁目2-5 イオンモール旭川駅前1階
- ロイズ チョコレートワールド - 千歳市美々 新千歳空港ターミナルビル3階スマイル・ロード

常設店
- あ・ら・伊達な道の駅（宮城県大崎市）
- 北海道どさんこプラザ有楽町店（東京都）
- 道の駅うわじま きさいや広場（愛媛県宇和島市）

※大崎市と宇和島市はともに同社工場の立地する当別町に開拓に入った歴史的経緯から同町と姉妹都市となっており、この縁によるものである。
過去に存在した店舗
- 福住店 - 札幌市豊平区福住3条1丁目1-1 ※2024年8月31日閉店[7]。

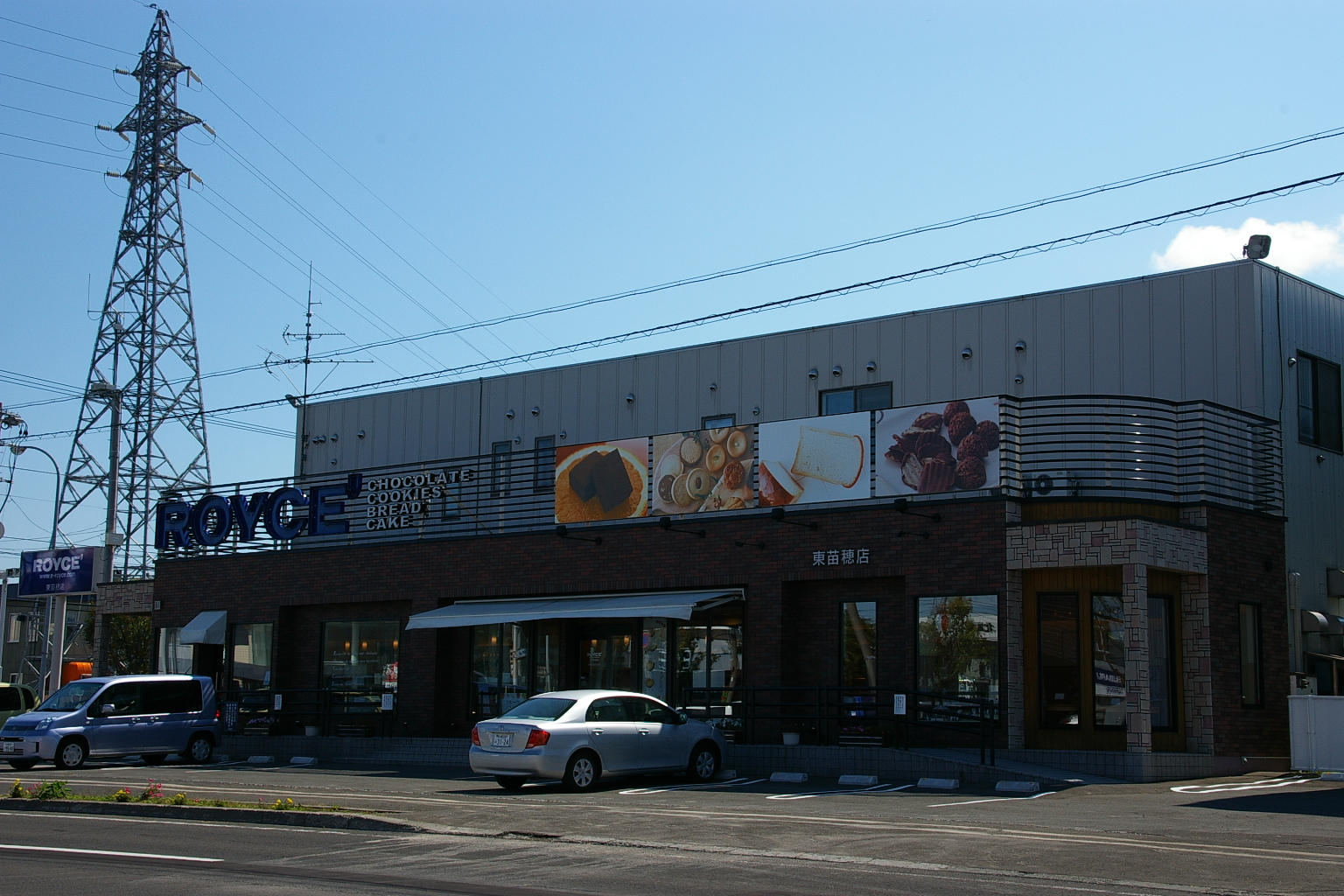
東苗穂店（2008年9月）
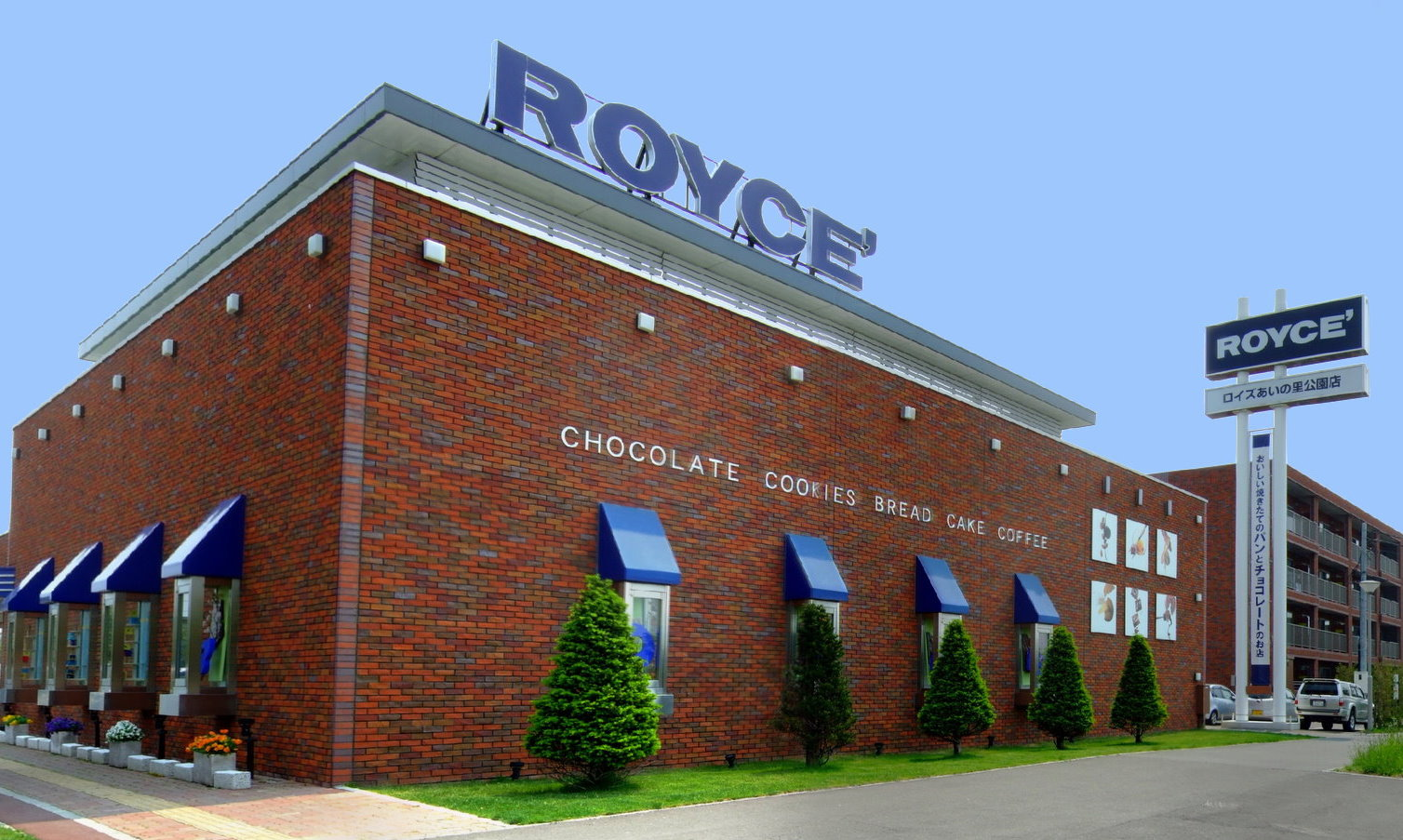
あいの里公園店（2009年6月）
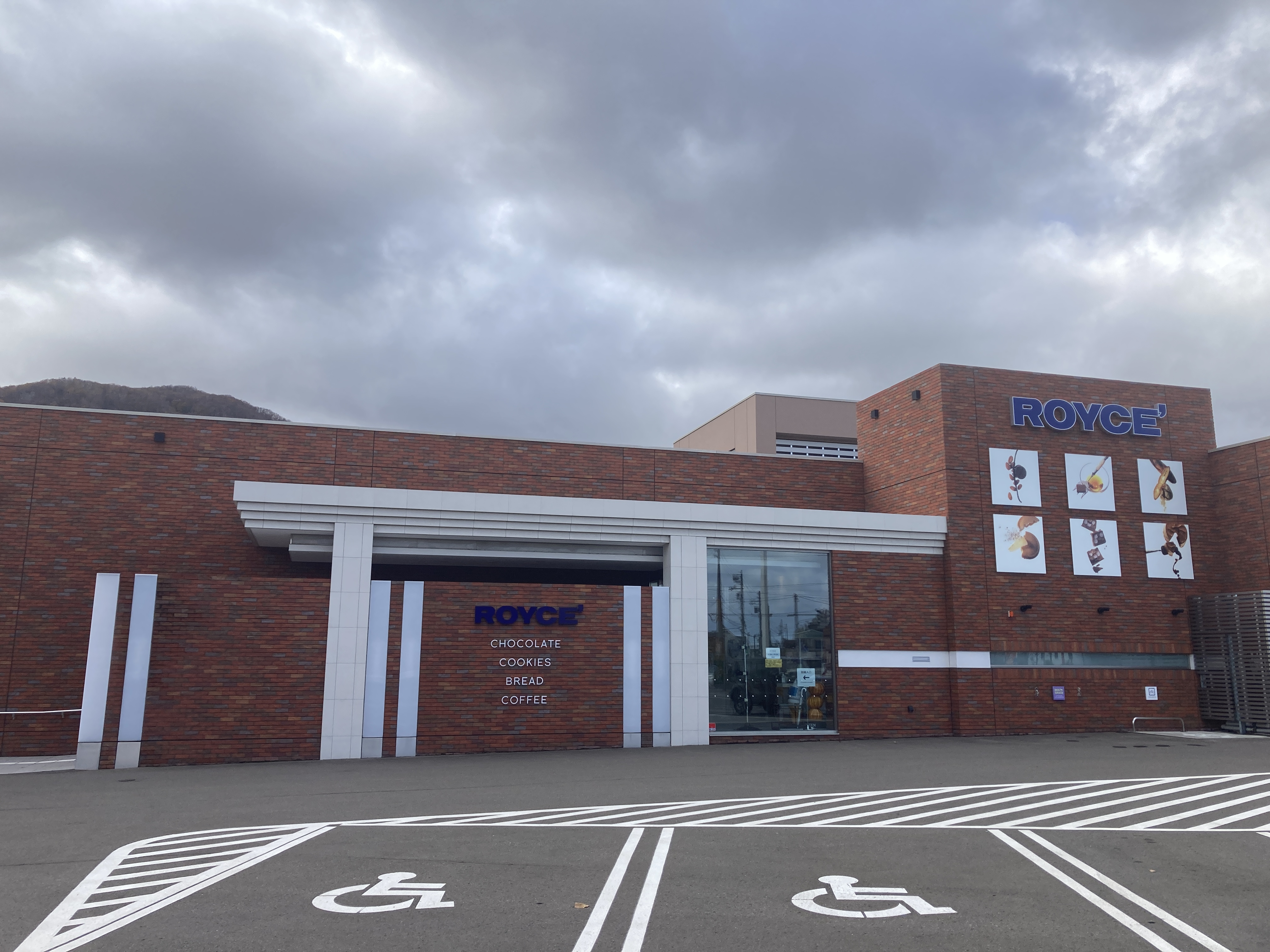
西宮の沢店（2022年10月）
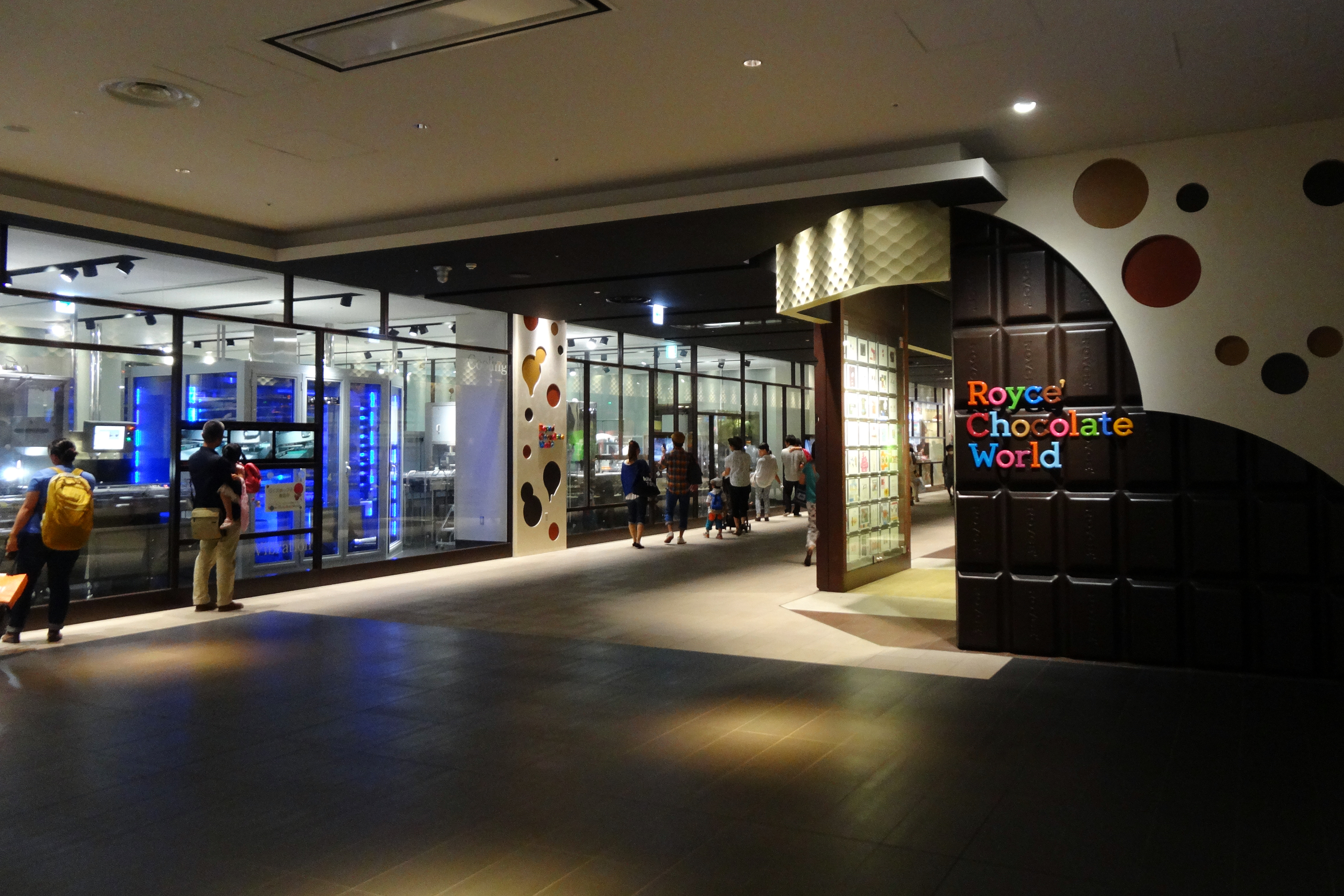
ロイズ チョコレートワールド（2013年7月）